# Phlebobranchia
Die Phlebobranchia (griechisch; „Kiemendarm mit Gefäßen“) sind sessil lebende Manteltiere (Tunicata, Urochordata) und werden in der traditionellen Systematik deshalb zur Klasse der "Seescheiden" (Ascidiacea) gezählt. Viele Arten der Phlebobranchia leben im flachen Wasser. Zu ihnen gehören jedoch auch die carnivoren, von größerer Beute lebenden Tiefseearten der Familie Octacnemidae.

## Merkmale
Die meisten Arten der Gruppe sind solitär und werden relativ groß. Tierstöcke bildende Arten, die sich zur Bildung der Stöcke ungeschlechtlich vermehren müssen, gibt es bei den Familien Diazonidae und Perophoridae. Den Kiemendarm der Phlebobranchia durchlaufen längsgerichtete Falten. Der Kiemendarm verläuft rechts der Darmschlinge, die damit zusammen mit den Gonaden links verläuft. Bei der Familie Corellidae ist es umgekehrt. Die Larven der Phlebobranchia sind einfach gebaut und entwickeln sich im freien Wasser.

## Äußere Systematik
Die Seescheiden bilden nach DNA-Sequenzanalysen kein Monophylum. Ein Kladogramm zeigt die wahrscheinliche tatsächliche Verwandtschaft der Manteltiere. Die Phlebobranchia sind die Schwestergruppe der Salpen (Thaliacea).

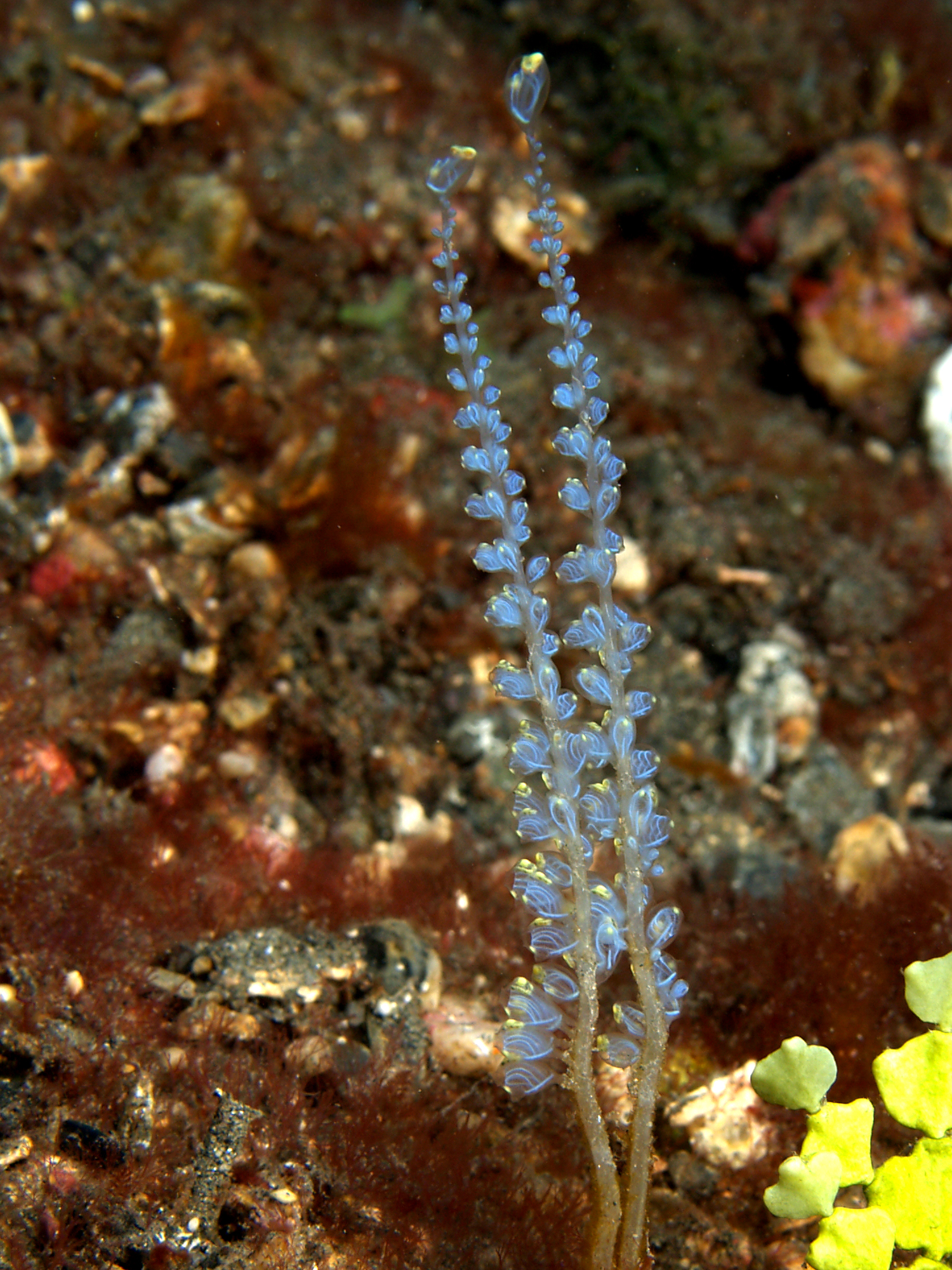
Perophora namei, eine koloniebildende Art.

|  | Phlebobranchia ("Seescheiden") |
|  |                                |
|  | Salpen (Thaliacea)             |
|  |                                |

|  | Aplousobranchia ("Seescheiden") |
|  |                                 |
|  | Appendikularien (Larvacea)      |
|  |                                 |

|  | Phlebobranchia ("Seescheiden") |
|  |                                |
|  | Salpen (Thaliacea)             |
|  |                                |

|  | Aplousobranchia ("Seescheiden") |
|  |                                 |
|  | Appendikularien (Larvacea)      |
|  |                                 |

|  | Phlebobranchia ("Seescheiden") |
|  |                                |
|  | Salpen (Thaliacea)             |
|  |                                |

|  | Aplousobranchia ("Seescheiden") |
|  |                                 |
|  | Appendikularien (Larvacea)      |
|  |                                 |

|  | Phlebobranchia ("Seescheiden") |
|  |                                |
|  | Salpen (Thaliacea)             |
|  |                                |

|  | Aplousobranchia ("Seescheiden") |
|  |                                 |
|  | Appendikularien (Larvacea)      |
|  |                                 |

## Familien
Die Ordnung Phlebobranchia umfasst neun Familien:
- Familie Agneziidae Monniot C. & Monniot F., 1991
- Familie Ascidiidae Herdman, 1882
- Familie Cionidae Lahille, 1887
- Familie Corellidae Lahille, 1888
- Familie Dimeatidae Sanamyan, 2001
- Familie Hypobythiidae Sluiter, 1895
- Familie Octacnemidae
- Familie Perophoridae Giard, 1872
- Familie Plurellidae Kott, 1973